# 상인중학교
상인중학교(上仁中學校)는 대한민국 대구광역시 달서구 상인동에 있는 공립 중학교이다.

## 학교 연혁
- 1997년 11월 3일 : 학교 설립인가
- 1999년 2월 28일 : 교사신축 완료
- 1999년 3월 1일 : 초대 권기룡 교장 취임
- 1999년 3월 5일 : 제1회 입학식(10학급 406명)
- 2002년 5월 1일 : 학교 급식 실시
- 2005년 6월 8일 : 디지털 도서관(느티나무 도서관) 개관
- 2007년 5월 4일 : 디지털 도서관 개관
- 2010년 9월 11일 : 학생 식당 신축(230석)
- 2010년 10월 28일 : 상록관(다목적 강당) 개관
- 2022년 1월 11일 : 제21회 졸업식(4학급 74명, 누계 5,623명)
- 2022년 3월 1일 : 제12대 성홍란 교장 취임
- 2022년 3월 2일 : 2022학년도 신입생 56명 입학(남 28명, 여 28명)

## 참고 자료
- 상인중학교 - 한국교육학술정보원 학교알리미